# 농어촌 자율학교
농어촌 자율학교는 대한민국의 사립일반고등학교나 국립고등학교 중에서 교장 임용, 교육 과정, 학생 선발 등에서 자율성을 갖도록 지정된 학교이다. 주로 농촌, 어촌 등지의 학교에 농어촌지역 학교의 교육 역량을 강화하기 위해 지정되기 때문에 일명 농어촌 자율학교 또는 농산어촌 자율학교라고 불리고 있지만 공식용어는 아니다.
국립고등학교의 경우 비평준화 지역의 도시에 소재하여도 자율학교로 지정될 수 있다.
대부분의 학교가 도심에서 떨어져 있는 만큼 학생은 대부분 기숙사 생활을 하게 된다.

## 설명
1. 자율학교는 초등, 중등, 고등 과정 모두에 적용·지정될 수 있다.